# Казерта, Пегги
Пегги Луиза Казерта (англ. Peggy Louise Caserta, 12 сентября 1940, Ковингтон, Луизиана — 21 ноября 2024, Тилламук, Орегон) — американская предпринимательница и мемуаристка. Она владела бутиком Mnasidika в районе Хейт-Эшбери в Сан-Франциско, который стал центром контркультуры 1960-х годов, и опубликовала двое мемуаров, в одном из которых подробно описывались её отношения с певицей Дженис Джоплин.

## Ранние годы
Пегги Луиза Казерта родилась 12 сентября 1940 года в Ковингтоне, штат Луизиана. Она была единственным ребёнком Сэма и Новелл Казерта; её отец работал почтовым служащим. Когда Пегги был маленькой, то часто переезжала с семьёй: из Луизианы в Миссисипи, Алабаму, Джорджию и, в конечном итоге, в Техас. Во время учёбы в начальной школе в Техасе она подружилась с Ли Харви Освальдом. Казерта преуспела в своих ранних академических начинаниях, став королевой выпускного бала в средней школе Ковингтона и окончив её с отличием.
Позже она поступила в колледж Перкинстона, где получила степень младшего специалиста. После окончания колледжа Казерта устроилась на работу в компанию Delta Air Lines, намереваясь стать стюардессой. Однако она страдала от воздушной болезни, что привело к её переводу на офисную работу в Нью-Йорке, а затем в Сан-Франциско.

## Карьера
В 1964 году Казерта открыла бутик Mnasidika в районе Хейт-Эшбери в Сан-Франциско. Магазин был назван в честь персонажа сборника лесбийской поэзии «Песни Билитис». Она сняла комнату за 87,50 долларов США (что эквивалентно 859,6 долларам США в 2023 году) в месяц, используя деньги, взятые в долг у родителей. Первоначально в магазине продавались блейзеры, блузки и рубашки, сшитые матерью Казерты, которая отправляла товары через Delta Air Lines, где в то время работала Казерта. 
Бутик стал социальным центром контркультуры 1960-х годов, привлекая музыкантов, художников и других участников движения хиппи. Среди её клиентов были участники группы Grateful Dead, Джими Хендрикс, Крис Кристофферсон и Слай Стоун. Казерта стала частью сообщества Хайт-Эшбери, продавая билеты на концерты Билла Грэма в Филморе и ЛСД для Оусли Стэнли. В 1966 году Казерта познакомилась с певицей Дженис Джоплин, и между ними завязалась тесная дружба, которая включала элементы романтических отношений. Они часто употребляли героин вместе и сотрудничали в потенциальных деловых предприятиях, включая планы по созданию производственной компании под названием Honeysuckle Productions. 
Казерта расширила Mnasidika, купив соседнюю парикмахерскую и превратив её в место для сандалий и ботинок ручной работы, созданных её другом Бобби Боулзом. Она также начала продавать джинсы от Levi Strauss & Co. Казерта наняла местного мастера для создания индивидуальных джинсов Levi’s с дополнительными расклешенными вставками. Когда спрос на брюки-клёш превысил предложение, она обратилась на фабрику Levi Strauss & Co., где сотрудник организовал производство расклешенных джинсов эксклюзивно для Мнасидики. Партнёрство продолжалось до 1968 года, в течение которого Казерта продала сотни пар, вдохновив Levi’s на выпуск джинсов 646 Bell Bottom в 1969 году.
В 1973 году Казерта опубликовала книгу «Going Down with Janis», написанную в соавторстве с литературным негром. В книге описываются её отношения с Джоплин и их участие в наркотической рок-сцене 1960-х годов. Произведение подверглось широкой критике, и Казерта позже отреклась от него, приписав его сенсационный тон тайному соавтору. Мемуары получили признание за раннее изображение бисексуальности и их роль в обсуждениях личной жизни Джоплин.
Её последние годы были отмечены проблемами с законом и наркозависимостью. Казерта занималась деятельностью, связанной с наркотиками, включая мошенничество с рецептами, и отбывала наказание в тюрьмах Мексики и США. Она описала эти переживания в своих вторых мемуарах «Я столкнулась с неприятностями», опубликованных в 2018 году. В этих мемуарах она представила размышления о своей жизни и попыталась прояснить свою роль в жизни и смерти Джоплин. 

## Личная жизнь и смерть
Казерта открыто заявляла о своей нетрадиционной сексуальной ориентации в то время, когда это было редкостью. Её сексуальная ориентация и употребление наркотиков часто вызывали у неё разногласия с членами ближайшего окружения Джоплин, которые обвиняли её в том, что Джоплин снова начала употреблять героин. После смерти Дженис Джоплин в 1970 году она столкнулась с публичной критикой, поскольку некоторые обвиняли её в содействии наркотической зависимости Джоплин. Казерта отрицала свою вину, утверждая, что Джоплин употребляла героин до того, как они встретились.
Казерта провела 12 лет, ухаживая за своей больной матерью в Луизиане, прежде чем вернуться в Калифорнию, где она консультировала по проектам о Джоплин, включая биографический фильм. Она обрела трезвость в 2004 году и продолжила делиться своим опытом в интервью и статьях. Казерта умерла в своей хижине в Тилламуке, штат Орегон, 21 ноября 2024 года в возрасте 84 лет. У неё осталась партнёрша Джеки Мендельсон.